# Adolfo Ferrari
Adolfo Ferrari, conegut com a Alfo o Alfio Ferrari (Sospiro, Província de Cremona, 20 de setembre de 1924 - Ídem, 30 de novembre de 1998) va ser un ciclista italià, que fou professional entre 1950 i 1958. Com a ciclista amateur va prendre part en els Jocs Olímpics d'Estiu de 1948, on va disputar dues proves del programa de ciclisme. Fou quart en la prova per equips i novè en la prova individual. En el seu palmarès destaca el Campionat del món en ruta amateur de 1947.

## Palmarès
- 1947
  -  Campió del món amateur en ruta
  -  Campió d'Itàlia amateur en ruta
- 1948
  -  Campió d'Itàlia amateur en ruta
- 1950
  -  Campió d'Itàlia amateur en ruta

### Resultats al Giro d'Itàlia
- 1952. Abandona
- 1953. Abandona